# Capi della Cancelleria federale
Il Capo della Cancelleria federale (in tedesco: Chef des Bundeskanzleramtes, abbreviato ChefBK) è il funzionario più alto della Cancelleria tedesca e l'assistente principale del cancelliere tedesco. Il capo della cancelleria è responsabile della gestione della cancelleria tedesca e del coordinamento delle attività del governo federale. Il capo della cancelleria è un membro del gabinetto federale con il grado di ministro federale degli affari speciali o ha il grado di segretario di Stato. Tutti i capi della cancelleria dal 2005 sono membri del gabinetto federale.

## Elenco
| Nome                     | Inizio           | Fine              | Partito      | Funzione |
| ------------------------ | ---------------- | ----------------- | ------------ | --- |
| Franz-Josef Wuermeling   | 12 ottobre 1949  | 14 gennaio 1951   | CDU          | incaricato della conduzione degli affari come Segretario di Stato                                              |
| Otto Lenz                | 15 gennaio 1951  | 19 settembre 1953 | CDU          | incaricato della conduzione degli affari come Segretario di Stato; dal 23 maggio 1951 come Segretario di Stato |
| Hans Globke              | 27 ottobre 1953  | 15 ottobre 1963   | CDU          | Segretario di Stato                                                                                            |
| Ludger Westrick          | 18 ottobre 1963  | 1º dicembre 1966  | CDU          | Segretario di Stato; dal 16 giugno 1964 come Ministro federale degli affari speciali                           |
| Werner Knieper           | 13 dicembre 1966 | 31 dicembre 1967  | Indipendente | Segretario di Stato                                                                                            |
| Karl Carstens            | 1º gennaio 1968  | 22 ottobre 1969   | CDU          | Segretario di Stato                                                                                            |
| Horst Ehmke              | 22 ottobre 1969  | 15 dicembre 1972  | SPD          | Ministro federale degli affari speciali                                                                        |
| Horst Grabert            | 18 dicembre 1972 | 15 maggio 1974    | SPD          | Segretario di Stato                                                                                            |
| Manfred Schüler          | 16 maggio 1974   | 1º dicembre 1980  | SPD          | Segretario di Stato                                                                                            |
| Manfred Lahnstein        | 1º dicembre 1980 | 28 aprile 1982    | SPD          | Segretario di Stato                                                                                            |
| Gerhard Konow            | 28 aprile 1982   | 4 ottobre 1982    | Indipendente | Segretario di Stato                                                                                            |
| Waldemar Schreckenberger | 4 ottobre 1982   | 15 novembre 1984  | CDU          | Segretario di Stato                                                                                            |
| Wolfgang Schäuble        | 15 novembre 1984 | 21 aprile 1989    | CDU          | Ministro federale degli affari speciali                                                                        |
| Rudolf Seiters           | 21 aprile 1989   | 26 novembre 1991  | CDU          | Ministro federale degli affari speciali                                                                        |
| Friedrich Bohl           | 26 novembre 1991 | 27 ottobre 1998   | CDU          | Ministro federale degli affari speciali                                                                        |
| Bodo Hombach             | 27 ottobre 1998  | 31 luglio 1999    | SPD          | Ministro federale degli affari speciali                                                                        |
| Frank-Walter Steinmeier  | 1º agosto 1999   | 22 novembre 2005  | SPD          | Segretario di Stato                                                                                            |
| Thomas de Maizière       | 22 novembre 2005 | 28 ottobre 2009   | CDU          | Ministro federale degli affari speciali                                                                        |
| Ronald Pofalla           | 28 ottobre 2009  | 17 dicembre 2013  | CDU          | Ministro federale degli affari speciali                                                                        |
| Peter Altmaier           | 17 dicembre 2013 | 14 marzo 2018     | CDU          | Ministro federale degli affari speciali                                                                        |
| Helge Braun              | 14 marzo 2018    | 8 dicembre 2021   | CDU          | Ministro federale degli affari speciali                                                                        |
| Wolfgang Schmidt         | 8 dicembre 2021  | 6 maggio 2025     | SPD          | Ministro federale degli affari speciali                                                                        |
| Thorsten Frei            | 6 maggio 2025    | in carica         | CDU          | Ministro federale degli affari speciali                                                                        |